# Duy nhất...
Duy nhất... (tiếng Nga: Единственная...) là một bộ phim tình cảm của đạo diễn Iosif Kheyfits, ra mắt năm 1976.

## Nội dung
Nikolai Kasatkin hết hạn nghĩa vụ và vui sướng trở về nhà, nơi vợ anh – Tanya, và con gái Evira bé bỏng của anh đang đợi. Anh ao ước sẽ gặp lại vợ con, thăm người thân, rồi sau đó thu xếp đưa gia đình đi đến Viễn Đông – nơi anh vừa phục vụ - để lập nghiệp. Anh có nghề lái xe ô tô, và vợ anh làm chiêu đãi viên trong nhà hàng. Mọi việc tưởng chừng sẽ rất tốt đẹp, nếu như Nikolai không được mẹ và chị gái thông báo, trong thời gian anh ở quân ngũ thì vợ anh đã có quan hệ bất chính với người khác. Gặp lại vợ, anh biết cô vẫn yêu anh tha thiết, đồng thời anh cũng rất yêu vợ, vì thế quyết định tha thứ cho vợ mọi lỗi lầm... Song sự đời một lần nữa lại không hề đơn giản, anh và vợ tiếp tục có những khúc mắc, rồi những hiểu lầm mới lại nảy sinh, dẫn đến những quyết định vội vã, sai lầm, làm ảnh hưởng đến hạnh phúc và cuộc sống sau này của cả hai người...

## Diễn viên
- Valery Zolotukhin... Kolya Kasatkin
- Елена Проклова — Танюша Фешева
- Людмила Гладунко — Наташа
- Vladimir Vysotsky... Boris Ilyich
- Лариса Малеванная — Манюня
- Вячеслав Невинный — Журченко
- Любовь Соколова — Анна Прокофьевна
- Vladimir Zamansky
- Valentina Vladimirova
- Николай Дупак
- Aleksandr Demyanenko
- Светлана Жгун — пассажирка поезда
- Михаил Кокшенов
- Е. Каменецкий
- П. Лобанов
- Любовь Малиновская
- Василий Меркурьев
- Пётр Меркурьев
- Ю. Медведев
- Татьяна Пельтцер
- Б. Павлов-Сильванский
- Л. Старицына
- Г. Сысоев
- Александр Суснин
- А. Скрадоль
- Георгий Светлани
- Вера Титова
- Любовь Тищенко
- Аркадий Трусов
- Галина Чигинская
- Люда Лайкова

## Ê-kíp
- Âm thanh: Igor Vigdorchik